# تل القاضي
تل القاضي، الاسم التوراتي (تل دان) يقع في غور وادي الأردن على بعد حوالي 18 كيلو متر إلى الشمال من بحيرة الحولة قرب خان الدوير. تبلغ مساحته حوالي 20 هكتاراً، وقد كان خلال المرحلتيين الثانية والثالثة من العصر البرونزي القديم مأهولاً بالسكان، لم تضهر الحفريات الأثرية المتعاقبة ان هذا الموقع كان محصناً.